# Aillutticus soteropolitano
Aillutticus soteropolitano är en spindelart som beskrevs av Ruiz, Brescovit 2006. Aillutticus soteropolitano ingår i släktet Aillutticus och familjen hoppspindlar. Inga underarter finns listade i Catalogue of Life.